# United Kingdom Hydrographic Office
Das United Kingdom Hydrographic Office (UKHO) ist eine britische Behörde (executive agency)  für Nautik, Seefahrt und Hydrographie mit Sitz in Taunton, Somerset (England). Im Jahr 2011 eröffnete die UKHO eine Dependance in Singapur.

## Aufgaben und Tätigkeiten
- Bereitstellung von nautischen und hydrographischen Informationen für zivile und militärische Zwecke (für die Royal Navy)
- Navigationswarnungen über Seefunk (Radio Navigational Warnings)

### Publikationen
- Digitale und papierne Seekarten
- Admiralty List of Lights and Fog Signals (Leuchtfeuerverzeichnisse)
- Admiralty Sailing Directions
- Notices to Mariners, Hinweise und Warnungen für die Schifffahrt (vgl. Nachrichten für Seefahrer)
- Online-Gezeitenrechnung, zurück bis ins Jahr 100 respektive eine Vorhersage bis zu 50 Jahre im Voraus für 7.000 Häfen.[3]